# Bona Fide
Bona Fide è il diciottesimo album in studio del gruppo rock inglese Wishbone Ash, pubblicato nel 2002.

## Tracce
1. Almighty Blues – 5:24
2. Enigma – 4:10
3. Faith, Hope and Love – 5:55
4. Ancient Remedy – 4:48
5. Changing Tracks – 4:18
6. Shoulda, Coulda, Woulda – 4:00
7. Bona Fide – 3:08
8. Difference in Time – 4:30
9. Come Rain, Come Shine – 6:09
10. Peace – 3:49

## Formazione
- Andy Powell - chitarre, voce
- Ben Granfelt - chitarra, voce (8)
- Bob Skeat - basso
- Ray Weston - batteria